# Liste der Kulturgüter in Ernen
Die Liste der Kulturgüter in Ernen enthält alle Objekte in der Gemeinde Ernen im Kanton Wallis, die gemäss der Haager Konvention zum Schutz von Kulturgut bei bewaffneten Konflikten, dem Bundesgesetz vom 20. Juni 2014 über den Schutz der Kulturgüter bei bewaffneten Konflikten sowie der Verordnung vom 29. Oktober 2014 über den Schutz der Kulturgüter bei bewaffneten Konflikten unter Schutz stehen.
Objekte der Kategorien A und B sind vollständig in der Liste enthalten, Objekte der Kategorie C fehlen zurzeit (Stand: 1. Januar 2023).

## Kulturgüter
| Foto |                                                                                     | Objekt                                                   | Kat. | Typ | Standort                                      | Beschreibung                                                                        |
| ---- | ----------------------------------------------------------------------------------- | -------------------------------------------------------- | ---- | --- | --------------------------------------------- | ----------------------------------------------------------------------------------- |
| ja   | Datei hochladen · Wikidata zu Erner Galgen (Q29527693)                              | Erner Galgen KGS-Nr.: 06709                              | A    | G   | 654509 / 139363                               |                                                                                     |
| ja   | Datei hochladen · Wikidata zu Tellenhaus (Q29527700)                                | Tellenhaus KGS-Nr.: 06715                                | A    | G   | Hengert 1 654390 / 138873                     |                                                                                     |
| ja   | Datei hochladen · Wikidata zu Jost-Sigristen-Haus (Q29527697)                       | Jost-Sigristen-Haus KGS-Nr.: 10356                       | A    | G   | Ernerstrasse 183 / Bieu 4 654408 / 138809     |                                                                                     |
| ja   | Datei hochladen · Wikidata zu Brücke über die Binna (Q29892020)                     | Brücke über die Binna KGS-Nr.: 06596                     | B    | G   | 654799 / 136162                               | Objekt liegt hälftig auf dem Gemeindegebiet von Ernen und Grengiols (KGS-Nr. 6762). |
| ja   | Datei hochladen · Wikidata zu Rosenkranzkapelle (Q29892032)                         | Rosenkranzkapelle KGS-Nr.: 06597                         | B    | G   | Ausserbinn, Riedweg 5 654658 / 137016         |                                                                                     |
| ja   | Datei hochladen · Wikidata zu Wallfahrtskapelle Maria Hilf (Q29892022)              | Wallfahrtskapelle Maria Hilf KGS-Nr.: 06708              | B    | G   | Erner Wald 654709 / 138239                    |                                                                                     |
| ja   | Datei hochladen · Wikidata zu Pfarrkirche St. Georg (Q2082601)                      | Pfarrkirche St. Georg KGS-Nr.: 06710                     | B    | G   | Kirchweg 16 654241 / 138840                   |                                                                                     |
| BW   | Datei hochladen · Wikidata zu Kreyghaus (Q29892023)                                 | Kreyghaus KGS-Nr.: 06711                                 | B    | G   | Ernerstrasse 163 654279 / 138763              |                                                                                     |
| ja   | Datei hochladen · Wikidata zu Kapelle St. Antonius (Q606958)                        | Kapelle St. Antonius KGS-Nr.: 06712                      | B    | G   | Ernerstrasse 56 653513 / 138074               |                                                                                     |
| ja   | Datei hochladen · Wikidata zu Pfarrhaus (Q29892030)                                 | Pfarrhaus KGS-Nr.: 06713                                 | B    | G   | Flüe 1 654249 / 138779                        |                                                                                     |
| ja   | Datei hochladen · Wikidata zu Zendenrathaus (Q29892034)                             | Zendenrathaus KGS-Nr.: 06716                             | B    | G   | Hengert 3 654408 / 138845                     |                                                                                     |
| ja   | Datei hochladen · Wikidata zu Kapelle Heilige Familie (Q29892027)                   | Kapelle Heilige Familie KGS-Nr.: 06869                   | B    | G   | Mühlebach, Schinnerstrasse 67 655210 / 139906 |                                                                                     |
| ja   | Datei hochladen · Wikidata zu Geburtshaus von Kardinal Matthäus Schiner (Q29892025) | Geburtshaus von Kardinal Matthäus Schiner KGS-Nr.: 06870 | B    | G   | Mühlebach, Schinnerstrasse 68 655295 / 139861 |                                                                                     |
| ja   | Datei hochladen · Wikidata zu Schinerhaus vor dem Dorf (Q29892028)                  | Schinerhaus vor dem Dorf KGS-Nr.: 06871                  | B    | G   | Mühlebach, Schinnerstrasse 41 655214 / 139819 |                                                                                     |
| ja   | Datei hochladen · Wikidata zu Kirchenmuseum und Pfarrarchiv (Q27480210)             | Kirchenmuseum und Pfarrarchiv KGS-Nr.: 09435             | B    | S   | Kirchweg 16 654249 / 138847                   |                                                                                     |
| ja   | Datei hochladen · Wikidata zu Museum im Jost-Sigristen-Haus (Q27480212)             | Museum im Jost-Sigristen-Haus KGS-Nr.: 10696             | B    | S   | Ernerstrasse 183 / Bieu 4 654404 / 138807     |                                                                                     |
| ja   | Datei hochladen · Wikidata zu Museum im Zendenrathaus (Q27480211)                   | Museum und Archiv im Zendenrathaus KGS-Nr.: 10697        | B    | S   | Hengert 3 654408 / 138848                     |                                                                                     |
| BW   | Datei hochladen · Wikidata zu Ryffelhaus (Q131283642)                               | Ryffelhaus KGS-Nr.: 17263                                | B    | G   | Panoramaweg 20 654836 / 139064                |                                                                                     |
| ja   | Datei hochladen · Wikidata zu Kaplaneihaus (Q131283716)                             | Kaplaneihaus KGS-Nr.: 17264                              | B    | G   | Bieu 13 654276 / 138824                       |                                                                                     |